# Houlgate
Houlgate är en kommun i departementet Calvados i regionen Normandie i norra Frankrike. Kommunen ligger i kantonen Dozulé som ligger i arrondissementet Lisieux. År 2022 hade Houlgate 1 657 invånare.

## Befolkningsutveckling
Antalet invånare i kommunen Houlgate
Referens: INSEE